# Cayetano Germosén
Cayetano Germosén je mesto v  provinci Espaillat  v Dominikanski republiki.